# Joseph Audoa
Joseph Detsimea Audoa (ur. 26 grudnia 1921 na Nauru, zm. 18 kwietnia 1984 w Melbourne) – nauruański polityk, członek parlamentu i Lokalnej Rady Samorządowej Nauru. Z wykształcenia radiolog.
Urodził się na Nauru jako syn Aloysiusa Audoi. Uczęszczał do szkoły podstawowej Nauru Primary School; następnie wyjechał do Melbourne, gdzie pobierał nauki w Commonwealth X-ray and Radium Laboratory.
Po powrocie do kraju pracował jako nauczyciel (lata 1936–1937). W latach 1937–1942 pracował na wydziale patologii w lokalnym szpitalu, zaś przez trzy kolejne lata był sanitariuszem pomagającym nauruańskim przesiedleńcom z wysp Chuuk.
W 1955 roku został członkiem Lokalnej Rady Samorządowej Nauru (reprezentant okręgu Yaren). W latach 1966–1968 był członkiem Rady Legislacyjnej Nauru. Wielokrotnie odnawiał mandat poselski w radzie samorządowej, następnie zaś w parlamencie niepodległego państwa (od 1968). W gabinetach Hammera DeRoburta pełnił funkcje ministra sprawiedliwości, zdrowia, edukacji oraz przemysłu i gospodarki. Poza parlamentem pełnił funkcję przewodniczącego Banku Nauru. Reprezentant Nauru w licznych spotkaniach zagranicznych.